# Liste des édifices labellisés « Patrimoine du XXe siècle » de la Côte-d'Or

Cet article recense les monuments historiques protégé au titre du Patrimoine du XXe siècle du département de la Côte-d'Or, en France,.

## Statistiques
Au 31 décembre 2014, la Côte-d'Or compte 10 immeubles protégés du patrimoine du XXe siècle.

## Liste
| Monument                                  | Commune             | Adresse                                     | Coordonnées                      | Notice         | Date | Illustration               |
| ----------------------------------------- | ------------------- | ------------------------------------------- | -------------------------------- | -------------- | ---- | -------------------------- |
| Collège Jules Ferry                       | Beaune              | Boulevard Jules-Ferry                       | 47° 01′ 24″ nord, 4° 50′ 35″ est | « PA21000025 » | 2002 | Collège Jules Ferry        |
| Monument à Joffre                         | Châtillon-sur-Seine | Place Joffre                                | 47° 51′ 24″ nord, 4° 34′ 19″ est | « PA21000081 » | 2016 | Image manquante Téléverser |
| Charcuterie, 26 rue Monge                 | Dijon               | 26 rue Monge                                | 47° 19′ 10″ nord, 5° 02′ 07″ est | « PA21000031 » | 2005 | Charcuterie, 26 rue Monge  |
| Cinéma Eldorado                           | Dijon               | 21 rue Alfred-de-Musset                     | 47° 18′ 52″ nord, 5° 02′ 56″ est | « PA00112260 » | 1986 | Cinéma Eldorado            |
| Église Sainte-Bernadette                  | Dijon               | 4 avenue des Grésilles                      | 47° 19′ 53″ nord, 5° 03′ 56″ est | « PA21000042 » | 2011 | Église Sainte-Bernadette   |
| Immeuble Pagode                           | Dijon               | Place Grangier Rue du Château Rue du Temple | 47° 19′ 25″ nord, 5° 02′ 15″ est | « PA00112338 » | 1975 | Immeuble Pagode            |
| Kiosque à musique                         | Dijon               | Place du Président-Wilson                   | 47° 18′ 58″ nord, 5° 02′ 34″ est | « PA00112403 » | 1982 | Kiosque à musique          |
| Maison                                    | Dijon               | 8 impasse Gagnereaux                        | 47° 19′ 46″ nord, 5° 02′ 24″ est | « PA21000028 » | 2002 | Maison                     |
| Monument aux morts                        | Dijon               | Rond-point Edmond-Michelet                  | 47° 18′ 31″ nord, 5° 02′ 46″ est | « PA21000082 » | 2016 | Monument aux morts         |
| Monument aux morts de la caserne Vaillant | Dijon               | Caserne Vaillant                            | 47° 19′ 46″ nord, 5° 02′ 42″ est | « PA21000083 » | 2016 | Image manquante Téléverser |
| Villa Messner                             | Dijon               | 3, 5 rue Parmentier                         | 47° 19′ 39″ nord, 5° 02′ 47″ est | « PA00112438 » | 1983 | Villa Messner              |
| Villa Vurpillot                           | Dijon               | 18 rue Charles-Brifaut                      | 47° 19′ 32″ nord, 5° 01′ 39″ est | « PA21000049 » | 2007 | Villa Vurpillot            |
| Monument aux morts                        | Gevrey-Chambertin   | Place du Monument                           | 47° 13′ 35″ nord, 4° 58′ 19″ est | « PA21000084 » | 2016 | Image manquante Téléverser |
| Monument aux morts                        | Grignon             | Cimetière                                   | 47° 33′ 45″ nord, 4° 24′ 39″ est | « PA21000085 » | 2016 | Image manquante Téléverser |
| Monument à Guynemer                       | Ouges               | Base aérienne 102 Dijon-Longvic             | 47° 16′ 27″ nord, 5° 04′ 37″ est | « PA21000091 » | 2017 | Image manquante Téléverser |
| Monument aux morts                        | Pouilly-en-Auxois   | Place de la Libération                      | 47° 15′ 45″ nord, 4° 33′ 21″ est | « PA21000087 » | 2016 | Image manquante Téléverser |
| Café du Soleil                            | Rouvray             | 55 rue du Général Leclerc                   | 47° 25′ 28″ nord, 4° 06′ 22″ est | « PA00112614 » | 1986 | Image manquante Téléverser |
| Monument aux morts                        | Saulieu             | Place Carnot                                | 47° 16′ 50″ nord, 4° 13′ 51″ est | « PA21000088 » | 2016 | Image manquante Téléverser |